# Неоп'ятидесятництво
Неохаризматичний рух або неоп'ятидесятництво — частково християнська фундаменталістська течія в християнстві, пов'язана з євангельськими, п'ятидесятницькими та харизматичними течіями, яка наголошує на дарах Святого Духа. «Третя хвиля» (прізвисько руху) почалася в США на початку 1980-х років. Численні церкви були створені по всьому світу. Хрещення Святим Духом і дев'ять дарів Святого Духа займають центральне місце в русі. Принципи євангельського харизматичного руху були сприйняті неохаризматичним рухом з більшою широтою і з деякими додатковими богословськими аспектами, такими як духовна війна, слово віри й структурне оновлення.

## Історія
Неохаризматичний рух, який отримав назву «третя хвиля», бере свій початок на початку 1980-х років. Більшість учасників руху були американцями. Пітер Вагнер, теоретик Руху церковного зростання і місіонер в Болівії, представив принцип духовної війни проти демонів, зокрема у своїй книзі «Духовна сила і зростання церкви». Джон Вімбер, засновник Асоціації виноградних церков у 1982 році, висунув принцип чудесного зцілення як елемент християнського життя. Джордж Отіс-молодший зробив внесок у «духовне картографування» — підхід, який передбачає позначення на карті місць, з яких потрібно вигнати демонів. Рух «силового євангелізму» розвинули Кеннет Е. Хейгін та Юел Кеньон. Згідно з опублікованим у 2011 році дослідженням Pew Research Center, присвяченим харизматиці, яке об'єднує всі течії харизматичного християнства, тобто незалежних євангелістів, католиків, православних і протестантів, у світі налічується 304 мільйони харизматиків.

## Відмінні ознаки
Течія переймає принципи євангельського харизматичного руху, а саме важливість хрещення Святим Духом і місце дарів Святого Духа. Термін «позаконфесійний» частіше використовується церквами цієї течії, ніж термін «неохаризматичний». Ще однією характеристикою є широке використання електронних засобів комунікації, таких як Інтернет, для трансляції повідомлень і богослужінь в потоковому режимі або на загальнодоступних телевізійних каналах. Деякі з них мають власні радіо- чи телевізійні канали. У деяких церквах особлива увага приділяється фізичним проявам, таким як падіння на землю, стогін і крики під час богослужінь.
На думку Себастьєна Фата, є три основні відмінні риси, які можуть бути взаємозаперечними або поєднуватися, через радикальні або помірковані позиції:
- Духовна війна. Боротьба з демонами відіграє важливу роль у вченні та молитві. Іноді організовуються масові екзорцизми, щоб вигнати територіальних або історичних демонів (у родоводі).
- Слово віри («силовий євангелізм»). Елементи помазання і позитивної сповіді повинні принести «знаки й чудеса». Божественне зцілення і процвітання є прикладами цього.
- Структурне оновлення. Сюди відносяться різні богослов'я, які є досить неоднорідними, але всі вони мають на меті оновлення структур церкви, включаючи перерозподіл і переосмислення служінь («новоапостольська реформа»). Інші наполягають на принципі духовних покриттів («Дисципліна»).

Цей рух також називають неоп'ятидесятництвом.